# Angela Avetisyan

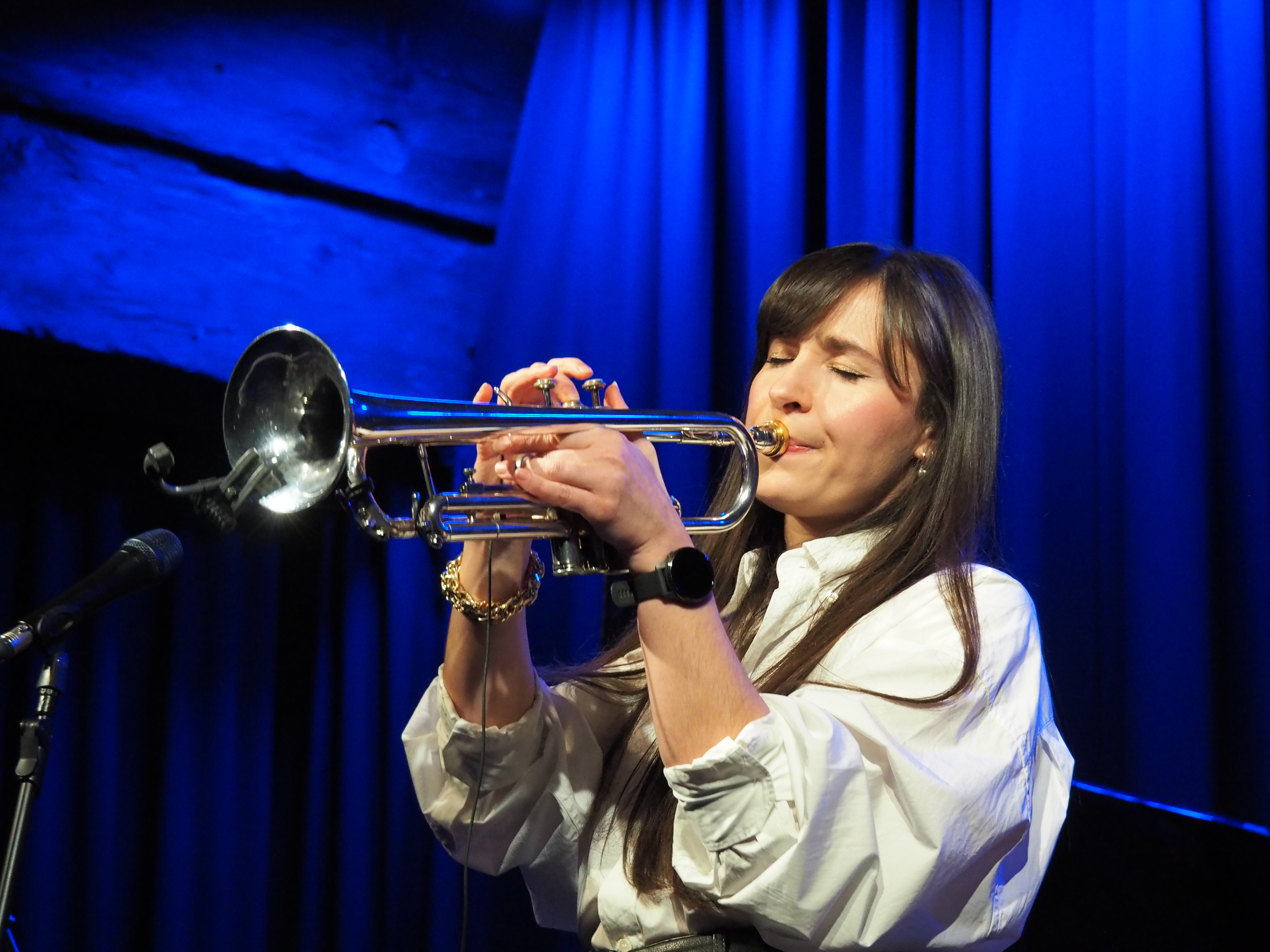
Angela Avetisyan bei einem Konzert 2024 in Regensburg

Angela Avetisyan (armenisch Անժելա Ավետիսյան, russisch Анжела Аветисян; * 1988 in Masis) ist eine armenisch-russische Jazzmusikerin (Trompete, Komposition).

## Leben und Wirken
Avetisyan, die in Sibirien aufwuchs, begann 2000 mit dem Trompetenspiel. Nach ihrer Ausbildung an der Musikschule, in der sie neben der Klassik auch den Jazz kennenlernte, studierte sie bis 2009 an der Musikhochschule in Swerdlowsk bei Sergey Pron, wo sie mit Auszeichnung abschloss. Sie setzt ihre Studien an der Hochschule für Musik Freiburg bei Gary Barone fort  und absolvierte 2013 ihr Masterstudium in München bei Claus Reichstaller.
Avetisyan bildete 2011 ihr Quartett mit dem russischen Pianisten Misha Antonov sowie zunächst dem Bassisten Pedro Hernandez und dem Schlagzeuger Damien Stath; 2013 entstand ihr Album Inside. 2019 folgte das Album Surrounded by Silence, wiederum in einer Quartettformation und mit eigenen Kompositionen.  Auf dem Album The Eastern Sketchbook (2022) wurden verschiedene musikalische Kulturen gemeinsam erforscht.
Außerdem ist Avetisyan seit 2017 als Solistin bei der Jazzrausch Bigband (Dancing Wittgenstein, Beethoven’s Breakddown, Emergenz), bei der Monika Roscher Big Band und seit 2018 bei Charly Antolini (New Colours) tätig. Mit Leonhard Kuhn schrieb sie „As Darkness Fell“ für die Jazzrausch Bigband.

## Diskographische Hinweise
- Surrounded by Silence (2019, mit Misha Antonov, Sebastian Gieck, Matthias Gmelin)
- The Eastern Sketchbook (2022, mit Misha Antonov, Maximilian Hirning, Simon Popp, sowie Daniela Huber, Robin Lambrecht)